# Stowe (Vermont)
Stowe je město ve státě Vermont ve Spojených státech amerických. Žije v něm 4300 obyvatel, je významným celoročním turistickým střediskem.

## Ekonomie
Základem hospodářství Stowe je turistika. Pozornost přitahuje například Trapp Family Lodge, americké sídlo rodiny von Trappových, uprchlých před druhou světovou válkou z Rakouska, jejichž osudy proslavil muzikál The Sound of Music. Je jedním ze středisek mozartovského hudebního festivalu ve Vermontu.
Nejpopulárnější formou rekreace je ve Stowe lyžování, zdejší lyžařská střediska zaměstnávají většinu obyvatel.
Průmyslová výroba ve městě po zavření továrny Tubbs Snowshoe prakticky neexistuje.

### Sport a rekreace
Lyžařský areál se nachází na svazích nejvyšší hory státu Vermont, na Mount Mansfield vysoké 1339 m.
Cykloturistice je určená Stoweská rekreační cesta (Stowe Recreation Path) dlouhá 8,53 km. Dokončena byla v roce 1989 a je obyvateli často považována za největší přínos pro město v posledních letech.
Ve městě se nachází Severoamerická hokejová akademie NAHA, jediná specializovaná střední škola svého druhu ve Spojených státech, která vychovává špičkové hokejistky v jejich věku. Do roku 2007 škola umístila necelou stovku hráček do univerzitních klubů, některé se prosadily v reprezentacích Kanady nebo Spojených států.
Pro zápas semifinále Fed Cupu mezi Spojenými státy a Ruskem, které se hrálo v červenci 2007, byl vybudován tenisový stadion s kapacitou 4100 míst v areálu zdejšího tenisového klubu.

## Známí obyvatelé
- William Kidd, lyžař, první americký sjezdař, který vybojoval medaili na zimních olympijských hrách (v roce 1964)
- Fritz Wiessner, německý propagátor volného lezení

## Galerie

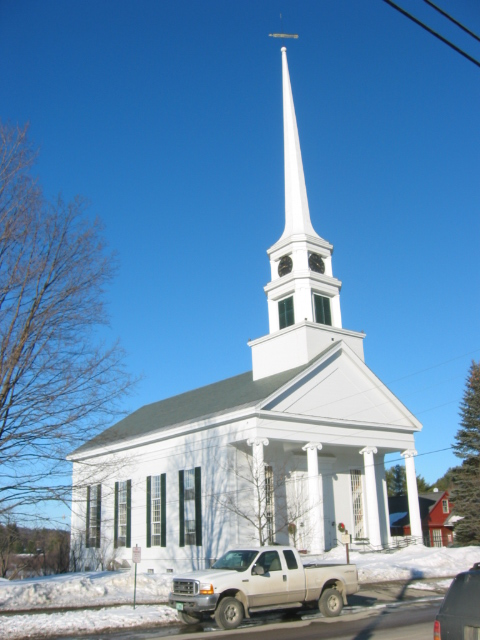
Kostel ve Stowe
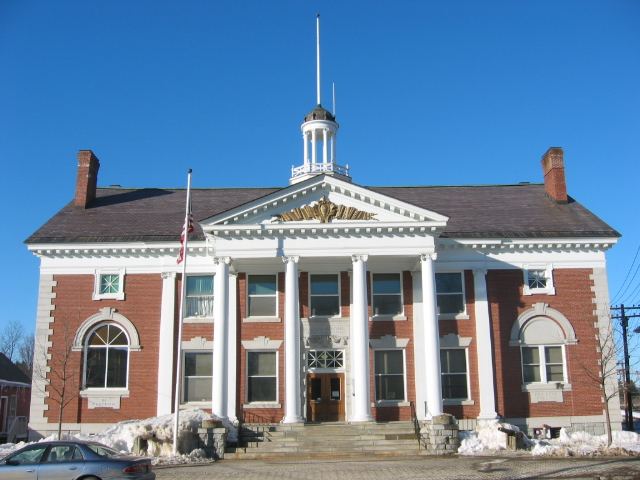
Radnice
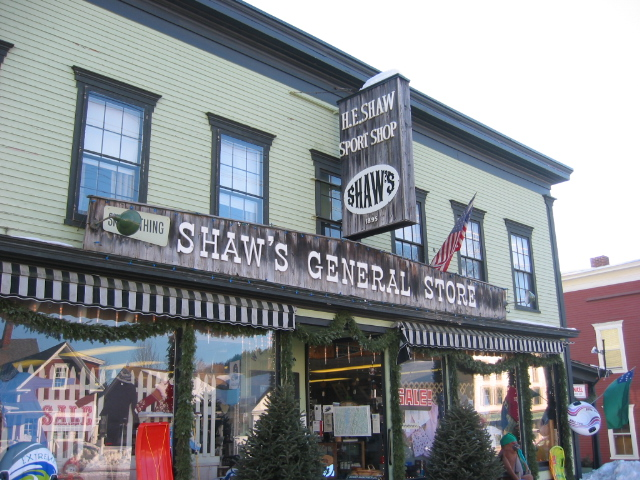
Obchodní středisko na Main Street
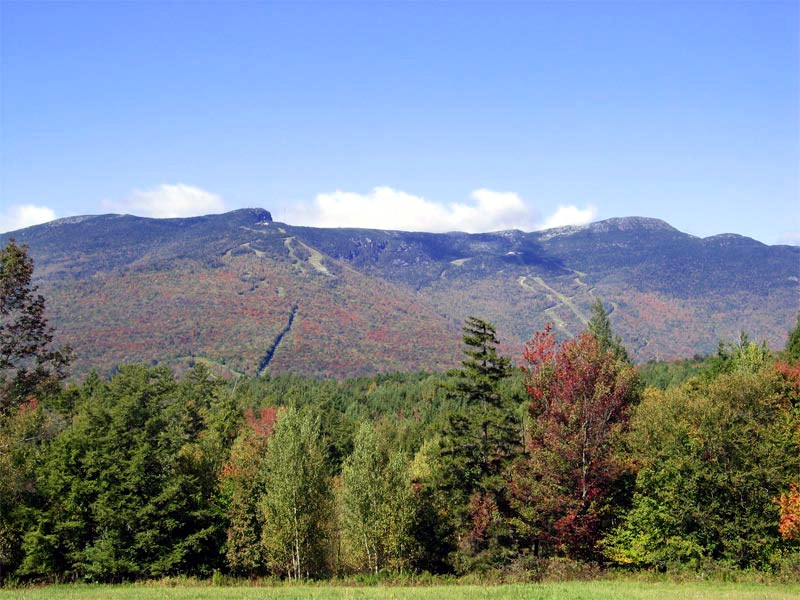
Hora Mount Mansfield